# Sneberka

Sneberka (ryska: Снеберка) är en by i Smolensk oblast i västra Ryssland med 14 invånare (2007).